# فنی هاو

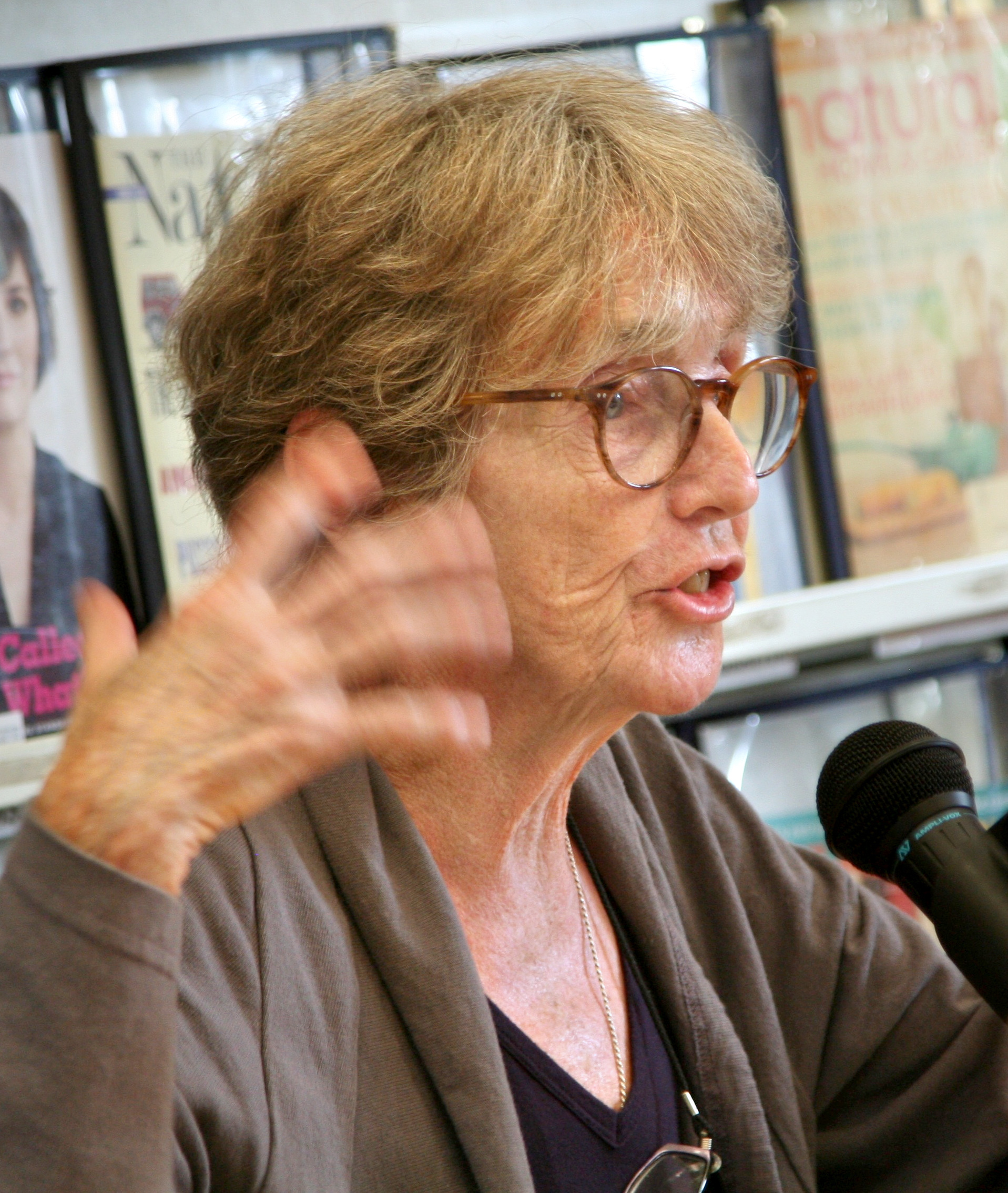

فنی کوئینسی هاو (انگلیسی: Fanny Quincy Howe؛ زادهٔ ۱۵ اکتبر ۱۹۴۰) یک شاعر، داستان‌نویس و رمان‌نویس اهل ایالات متحده آمریکا است.
پدر وی وکیل و مادرش برای مدتی هنرپیشه «تئاتر ابی» در شهر دوبلین بود. هاو در کمبریج، ماساچوست بزرگ شده است. وی به مدت سه سال در دانشگاه استنفورد حضور داشته است. وی در دانشگاه تافتس، کالج امرسون، کالج کنیون، دانشگاه کلمبیا، دانشگاه ییل، مؤسسه فناوری ماساچوست، دانشگاه جرج‌تاون، دانشگاه کالیفرنیا، سن دیگو تدریس نموده است. وی در حال شهر بوستون زندگی می‌کند.
گزیده اشعارش در سال ۲۰۰۱ برنده «جایزه شعر لنور مارشال» (Lenore Marshall Poetry Prize) شد. تعداد آثار او در حوزه شعر بیش از آثار داستانی اش است. او بیش از ۲۰ اثر داستانی نوشته است، از جمله کتاب‌هایی برای نوجوانان.
وی نامزد دریافت جایزه من بوکر سال ۲۰۱۵ شده است. فنی هاو برنده جایزه کمک هزینه گوگنهایم نیز شده است.